# Torre de Florejacs
La Torre de Florejacs o mas de la Torreta és una gran masia de planta rectangular situada a la terrassa del Farfanya, a un quilòmetre al nord de Torredà al sud del nucli de Castelló de Farfanya. Actualment es troba deshabitada; les seves dependències són utilitzades per guardar eines i productes del camp. Està coberta amb teula, a quatre vessants. Els murs són fets de maçoneria, a excepció de les llindes i cantonades, que són de pedra treballada. A la façana de ponent, per damunt del portal d'entrada a l'habitatge, hi ha un escut heràldic de la casa Florejachs. Tot i estar erosionat s'hi distingeixen dues columnes estriades, i al costat dret, un arbre o flor. A sota hi figura la data 1616.
Per la part sud de la casa hi han restes d'una antiga edificació, possiblement una ermita anomenada de Santa Magdalena. La casa té un petit cos a la part oest, també de planta rectangular.